# U.S. Route 395 (Nevada)
La U.S. Route 395 o Ruta Federal 395 (abreviada US 395) es una autopista federal ubicada en el estado de Nevada. La autopista inicia en el Sur desde la US 395  en la frontera con California hacia el Norte en la US 395  en la frontera con California. La autopista tiene una longitud de 140,5 km (87.274 mi).

## Mantenimiento
Al igual que las carreteras estatales, las carreteras interestatales, y el resto de rutas federales, la U.S. Route 395 es administrada y mantenida por el Departamento de Transporte de Nevada por sus siglas en inglés Nevada DOT.

## Cruces
La U.S. Route 395 es atravesada principalmente por la  US 50     en Carson City
 I 80     en Reno.